# Chideock
Chideock är en ort och civil parish i Storbritannien.   Den ligger i kommunen Dorset och riksdelen England, i den södra delen av landet, 210 km väster om huvudstaden London. Chideock ligger 24 meter över havet och antalet invånare är 550.
Terrängen runt Chideock är platt österut, men åt nordväst är den kuperad. Havet är nära Chideock söderut.  Närmaste större samhälle är Bridport, 4,3 km öster om Chideock. 